# Marek Rybicki
Marek Rybicki (ur. 6 lutego 1963 w Warszawie) – polski judoka, mistrz Polski.

## Życiorys
Był zawodnikiem Kadry Rembertów i Gwardii Warszawa. W 1982 został mistrzem Europy juniorów w kategorii 60 kg, na akademickich mistrzostwach świata zdobył w 1984 brązowy medal indywidualnie (kat. 65 kg) i drużynowo. Znalazł się w składzie reprezentacji Polski na Igrzyska Olimpijskie w Los Angeles w 1984, jednak nie wystąpił tam z powodu bojkotu zawodów przez władze polskie. Na zawodach Przyjaźń-84 zajął 5. miejsce w kategorii 65 kg.
Był wicemistrzem (1979) i mistrzem (1980) Polski kadetów, mistrzem Polski juniorów (1981), na mistrzostwach Polski seniorów zdobył trzy złote medale (1983 - 60 kg, 1986 - 65 kg, 1989 - 65 kg), dwa medale srebrne (1982 - 60 kg, 1990 - 65 kg) i cztery medale brązowe (1981 - 60 kg, 1984 - 65 kg, 1985 - 65 kg, 1987 - 65 kg).
W latach 1985–1988 był członkiem zarządu Polskiego Związku Judo.